# Überlaufloch

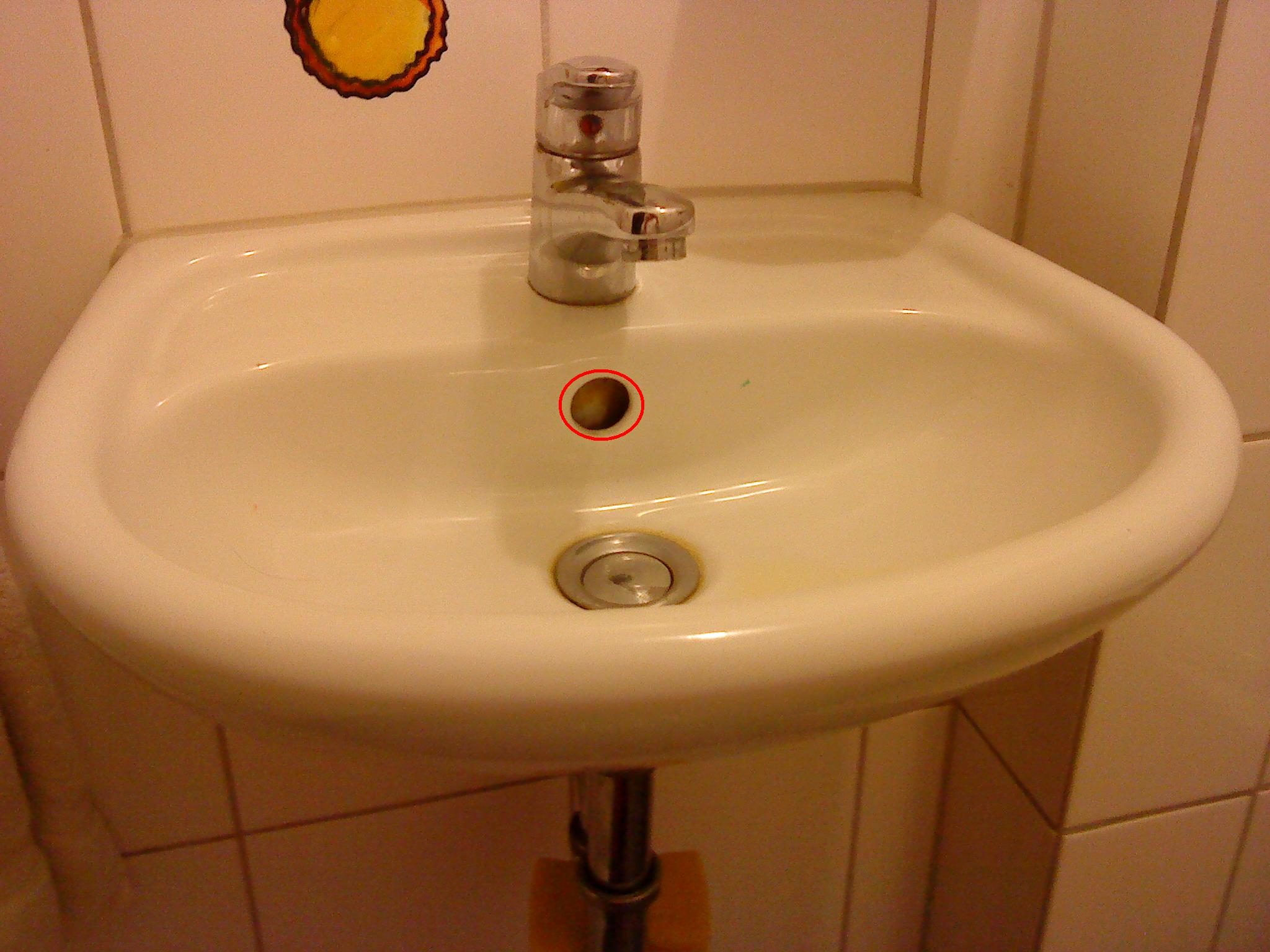
Waschbecken mit Überlaufloch (rot markiert)

Überlauflöcher sind Löcher in Badewannen, Duschen, Wasch- und Spülbecken, die überschüssiges Wasser in das Abwassersystem leiten und dadurch die Wanne bzw. das Becken daran hindern versehentlich überzulaufen. 
Sie haben in der Regel einen Durchmesser von 2 bis 3 cm, sind rund oder länglich oval. Überlauflöcher bei Küchenspülen sind in Deutschland offiziell nach DIN EN 695 genormt.